# التقسيم الإداري في السعودية

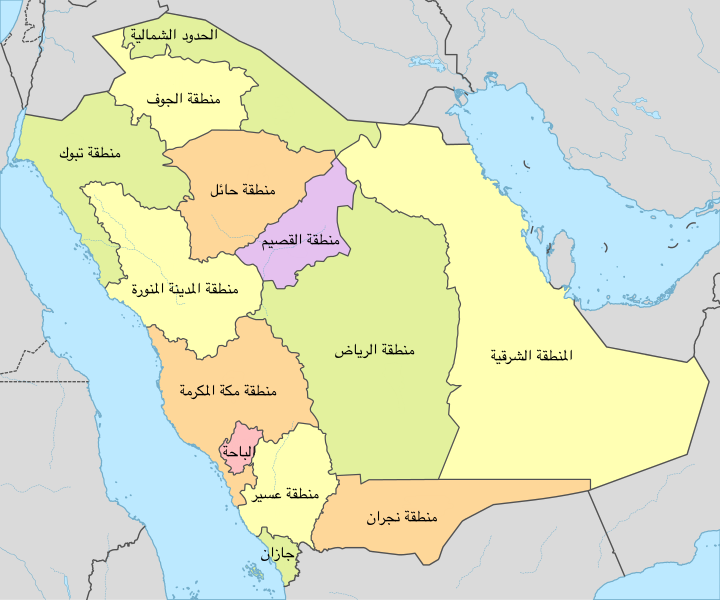
خارطة توضح المناطق الإدارية في المملكة العربية السعودية

التقسيم الإداري السعودي هو تقسيم نتج عن نظام المناطق بالأمر الملكي رقم أ/92 في 27/8/1412هـ والمعدل بالأمر الملكي رقم أ/21 في 30/3/1414هـ الذي يقسم المملكة العربية السعودية إلى ثلاث عشرة منطقة.
وتنقسم المنطقة الإدارية إلى إمارة وعدد من المحافظات، يختلف عددها من منطقة إلى أخرى وتنقسم المحافظة إلى مراكز ومجمعات قروية، وترتبط المراكز إدارياً بالمحافظة وترتبط المحافظة إقليمياً بالإمارة، وتشتمل المحافظات على عدد من المسميات السكانية (مدن وقرى ومزارع وموارد مياه وتجمع بادية).

## التاريخ
نظراً لاتساع رقعة الدولة وصعوبة إسناد تدبير أحوال مقاطعاتها إلى شخص واحد قرر عبد العزيز بن عبدالرحمن آل سعود خلال مسيرته التنظيمية للشؤون الإدارية في البلاد ربط كل مقاطعة بأمير يعينه بنفسه، ثم شرع في عام 1359هـ/ 1939م نظاماً خاصاً بهم عرف بـ " نظام الأمراء" بين فيه جل الواجبات والمسؤوليات التي سيضطلعون بها، والتي منها على سبيل المثال: إدارة إمارتهم الداخلية، المحافظة على الأمن والنظام والإشراف على تنفيذ الأحكام الشرعية، مساعدة الدوائر المالية في مسألة جباية أموال الدولة، الإشراف على جميع موظفي الدوائر الحكومية المختصة الموجودة داخل إمارته، ولإعانتهم على إنجاز هذه المهام بالوجه المطلوب أمر أيضاً بإنشاء مجلس إدارة في كل مقاطعة تحت رئاستهم مؤلف من عدد من الأعضاء يجري انتخابهم كل عامين، واجبهم الإشراف والمراقبة على تطبيق الأنظمة والتعليمات الحكومية، والاهتمام بجميع النواحي الاقتصادية والعمرانية في الامارة. وبموجب هذا النظام قُسمت المملكة إلى 13 منطقةً إداريّةً،(1) تتألف كلّ واحدةٍ منها من عدة محافظات يختلف عددها من منطقةٍ إلى أخرى، وتنقسم المحافظة إلى مراكز ترتبط إداريًا بالمحافظة أو الإمارة، وتشتمل الإمارة أو المحافظة أو المركز على عدد من المسميات السكانيّة (مدن، وقرى، ومزارع، وموارد مياه، وتجمع بادية) ترتبط بها إداريًا.

## مناطق المملكة العربية السعودية
| وسط المملكة           |                 |                                                |         |                        |      |    |
| منطقة الرياض          | الرياض          | الأمير فيصل بن بندر بن عبد العزيز آل سعود      | 412,000 | 8,446,866 نسمة (2018م) | 13.5 | 20 |
| منطقة القصيم          | بريدة           | الأمير فيصل بن مشعل بن سعود آل سعود            | 65,000  | 1,455,693 نسمة (2018م) | 17.5 | 11 |
| غرب المملكة           |                 |                                                |         |                        |      |    |
| منطقة مكة المكرمة     | مكة المكرمة     | الأمير خالد الفيصل بن عبد العزيز آل سعود       | 164,000 | 8,803,545 نسمة (2018م) | 37.9 | 12 |
| منطقة المدينة المنورة | المدينة المنورة | الأمير سلمان بن سلطان بن عبد العزيز آل سعود    | 173,000 | 2,188,138 نسمة (2018م) | 9.9  | 7  |
| شمال المملكة          |                 |                                                |         |                        |      |    |
| منطقة حائل            | حائل            | الأمير عبد العزيز بن سعد بن عبد العزيز آل سعود | 103,887 | 716,021 نسمة (2018م)   | 5.1  | 3  |
| منطقة الجوف           | سكاكا           | الأمير فيصل بن نواف بن عبد العزيز آل سعود      | 100,212 | 520,737 نسمة (2018م)   | 3.6  | 3  |
| منطقة تبوك            | تبوك            | الأمير فهد بن سلطان بن عبد العزيز آل سعود      | 108,000 | 930,508 نسمة (2018م)   | 4.7  | 6  |
| منطقة الحدود الشمالية | عرعر            | الأمير فيصل بن خالد بن سلطان آل سعود           | 187,000 | 375,310 نسمة (2018م)   | 6.5  | 3  |
| جنوب المملكة          |                 |                                                |         |                        |      |    |
| منطقة عسير            | أبها            | الأمير تركي بن طلال بن عبد العزيز آل سعود      | 81,100  | 2,261,618 نسمة (2018م) | 22.0 | 12 |
| منطقة جازان           | جازان           | الأمير محمد بن ناصر بن عبد العزيز آل سعود      | 13.457  | 1,603,659 نسمة (2018)م | 105  | 16 |
| منطقة نجران           | نجران           | الأمير جلوي بن عبد العزيز بن مساعد آل سعود     | 119,000 | 595,705 نسمة (2018)    | 2.8  | 8  |
| منطقة الباحة          | الباحة          | الأمير حسام بن سعود بن عبد العزيز آل سعود      | 9,921   | 487,108 نسمة           | 38.1 | 8  |
| شرق المملكة           |                 |                                                |         |                        |      |    |
| المنطقة الشرقية       | الدمام          | الأمير سعود بن نايف بن عبد العزيز آل سعود      | 529,038 | 5,028,753 (2018م)      | 5.0  | 11 |

## وصلات خارجية
- وزارة الخارجية السعودية